# زينب بنت إسحاق النصرانية
     لشخصية أخرى تحمل اسم زينب بنت إسحاق، طالع زينب بنت إسحاق (توضيح).

زينب بنت إسحاق الرسعني النصرانية, (? - ? هـ / ? - ? م), شاعِرة أندلُسيَّة نصرانيَّة. نُسِبت إلى قرية في الأندلُس تُدعى رأس العين.

## سيرتها
اشتهرت هذه الشاعرة رغم كونها نصرانية بِعشقها للصحابة، وعِندما سألها أحدهم من تُحب أكثر أبو بكر الصديق أو عمر بن الخطاب أو علي بن أبي طالب، قالت له أنها توقّر وتحبُّ الثلاثة ولكن تنحاز لِعلي بن أبي طالب أكثر ثُمّ سردت عليه هذه القصيدة:

وقد قصدت «بِعدي» عمر بن الخطاب وهم عشيرته، وقصدت «بِتيم» أبو بكر الصديق وهم عشيرته، أما بِهاشم فَقصدت النبي محمد وعلي بن أبي طالب وهي عشيرتهم.